# Pommereulla
Pommereulla és un gènere de plantes de la subfamília de les cloridòidies, família de les poàcies. És originari de l'est d'Àsia.
El gènere va ser descrit per Carl von Linné el Jove i publicat a Nova Graminum Genera 31. 1780. L'espècie tipus és Pommereulla cornucopiae.

## Taxonomia
- Pommereulla cornucopiae L.f.
- Pommereulla elongata Wight i Arn. ex Steud.
- Pommereulla monoeca Rottler
- Pommereulla royleana Steud.